# Wallaman Falls
A Wallaman Falls é uma cascata listada como Patrimônio Mundial pela UNESCO e localizada  em Stony Creek, nos trópicos úmidos de Queensland, Austrália. A queda d'água é notável por sua principal queda de 268 metros, que faz com que seja mais alta cachoeira de queda simples do país. A piscina na parte inferior da cachoeira tem 20 metros de profundidade. Estima-se que cem mil pessoas visitam a cachoeira anualmente.

## Localização e características
A cachoeira está situada no Parque Nacional Girringun à medida que desce o Planalto de Atherton, onde o Stone River, um afluente do rio Herbert, flui sobre uma escarpa em Seaview Range. As quedas, inicialmente, descem um longo caminho de pequenas cascatas antes de chegar a queda de 268 metros. No total, as águas descem mais de 305 metros de altura. Com base no banco de dados sobre cachoeiras, World Waterfall Database, a queda única aparece na posição de 294 no ranking mundial de altura.
A história geológica da formação remonta a cerca de 50 milhões de anos, quando a elevação da margem continental na região criou formas de relevo modernas. O rio Herbert, que anteriormente fluía para o oeste, começou a atravessar o terreno em direção a sua saída no Mar de Coral. O desfiladeiro produzido por esta ação erosiva recuou gradualmente para o interior ao longo do curso do rio Herbert a uma taxa de 40 centímetros (16 in) por cem anos. Os afluentes do rio acabaram sendo suspensos por esta ação, formando seus próprios desfiladeiros.